# 倪虹
倪虹（1962年10月—），中华人民共和国政治人物，辽宁鞍山人，现任中华人民共和国住房和城乡建设部部长、党组书记，第二十届中央委员，中共十九大代表。

## 生平
倪虹1979年考入哈尔滨建筑工程学院建筑工程系工业与民用建筑专业学习，1983年毕业后分配到建设部村镇建设司技术处任科员、副主任科员、主任科员。1992年12月任建设部村镇建设司综合处副处长，1995年4月任处长。
1996年4月挂职任安徽省合肥市政府市长助理、党组成员，期间1998年11月任中国城乡建设总公司副总经理，珠海经济特区中珠置业有限公司副董事长。1999年6月正式调入合肥市工作，8月升任合肥市副市长。2002年6月兼任合肥市委建设工委书记。
2005年12月升任安徽省建设厅党组书记，2006年1月任厅长。2009年6月任安徽省住房和城乡建设厅厅长、党组书记。
2010年12月重返住房和城乡建设部，任住房改革与发展司司长。2015年6月任住房和城乡建设部副部长、党组成员。
2022年6月升任住房和城乡建设部部长、党组书记。